# AOE-58 대청
AOE-58 대청(大淸)은 대한민국 해군의 기동군수지원함(천지급 군수지원함)이다. 이름은 충청북도 대청호에서 유래되었다. 유류·탄약 등 전투 기동군수작전을 주 임무로 하고 해상 경비 작전과 기타 해상 작전을 지원한다.